# OCT4
OCT4 (pour octamer-binding transcription factor 4) est un facteur de transcription appartenant à la famille de protéines POU et dont le gène est le POU5F1 situé sur le chromosome 6 humain.

## Rôles
Il est exprimé dans les cellules germinales et embryonnaire et intervient dans la genèse des cellules souches pluripotentes. Il permet ainsi la transformation de fibroblastes en ces dernières ou de cellules souches spécialisées en cellules pluripotentes.
Son rôle dans la cancérogenèse est discuté : des variants peuvent être exprimés dans des cellules cancéreuse urothéliales sans que l'on en connaisse les conséquences. Par contre, dans le cancer de l'ovaire, il semble inhiber l'apoptose. Dans le cancer du foie, le ZIC2 stimule l'OCT4 par l'intermédiaire du NURF, le tout augmentant la sévérité de la maladie.